# Judo na Igrzyskach Ameryki Środkowej i Karaibów 2002
Turniej judo na igrzyskach Ameryki Środkowej i Karaibów odbył się w listopadzie 2002 roku w San Salvadorze.

## Klasyfikacja medalowa
Gospodarz zawodów został zaznaczony kolorem.
| Miejsce | Państwo    |    |    |    | Razem |
| ------- | ---------- | -- | -- | -- | ----- |
| 1       | Dominikana | 6  | 4  | 4  | 14    |
| 2       | Wenezuela  | 5  | 5  | 4  | 14    |
| 3       | Meksyk     | 3  | 2  | 3  | 8     |
| 4       | Portoryko  | 1  | 2  | 6  | 9     |
| 5       | Haiti      | 1  | 2  | 1  | 4     |
| 6       | Gwatemala  | 1  | 1  | 2  | 4     |
| 7       | Kolumbia   | 1  | 0  | 3  | 4     |
| 8       | Salwador   | 0  | 2  | 6  | 8     |
| 9       | Honduras   | 0  | 0  | 2  | 2     |
| Razem   | Razem      | 18 | 18 | 31 | 67    |

## Medaliści

### Mężczyźni
| Konkurencja: | Złoto:                 | Srebro:                 | Brąz:                                 |
| −55kg        | Javier Guédez          | Juan L. Román           | Félix A. Rosario Arturo Ceniceros     |
| −60kg        | Reiver Alvarenga       | Guillermo Villavicencio | Javier E. Vega Modesto Lara           |
| −66kg        | Ludwing Ortiz          | Juan Jacinto            | Miguel Angel Moreno Melvin Méndez     |
| −73kg        | Franklin D. Pérez      | Ernst Laraque           | Yamil J. Delgado Richard León         |
| −81kg        | Abderramán Brenes      | Eloy S. Sáenz           | José Calderón Jean V. Tibert          |
| −90kg        | José Vicbart Geraldino | José Figueroa           | Jonathan Chávez                       |
| −100kg       | José Vásquez           | José Camacho            | Ramón Ayala Oswaldo Rodríguez         |
| Ponad 100kg  | Joel Brutus            | Félix Lebrón            | Luis Morán                            |
| −Open        | José Vicbart Geraldino | Joel Brutus             | Oswaldo Rodríguez Guillermo Gutiérrez |

### Kobiety
| Konkurencja: | Złoto:             | Srebro:          | Brąz:                             |
| −44kg        | Yarely Suero       | Johana Brizuela  | Xochit Arauz                      |
| −48kg        | Lisseth J. Orozco  | Jenny Martínez   | Analy Rodríguez                   |
| −52kg        | Adriana I. Negrete | Flor Velázquez   | Elisabet Meléndez Libna Domínguez |
| −57kg        | Rudymar Fleming    | R. Delmy Ramos   | Yadinis Amaris Jessica García     |
| −63kg        | Miriam del R. Ruiz | Marianela Pagola | Laura Jaramillo Roxana García     |
| −70kg        | Dulce Piña         | Sarai Mendoza    | Nancy Acosta Karen Baltazar       |
| −78kg        | Claudia Rivera     | Leydi Germán     | Ledis Salazar Keivi Pinto         |
| Ponad 78kg   | Vanessa Zambotti   | Giovanna Blanco  | Thajira Alcántara Denia Ponce     |
| Open         | Giovanna Blanco    | Vanessa Zambotti | Dulce Piña                        |